# Официальные языки Европейского союза

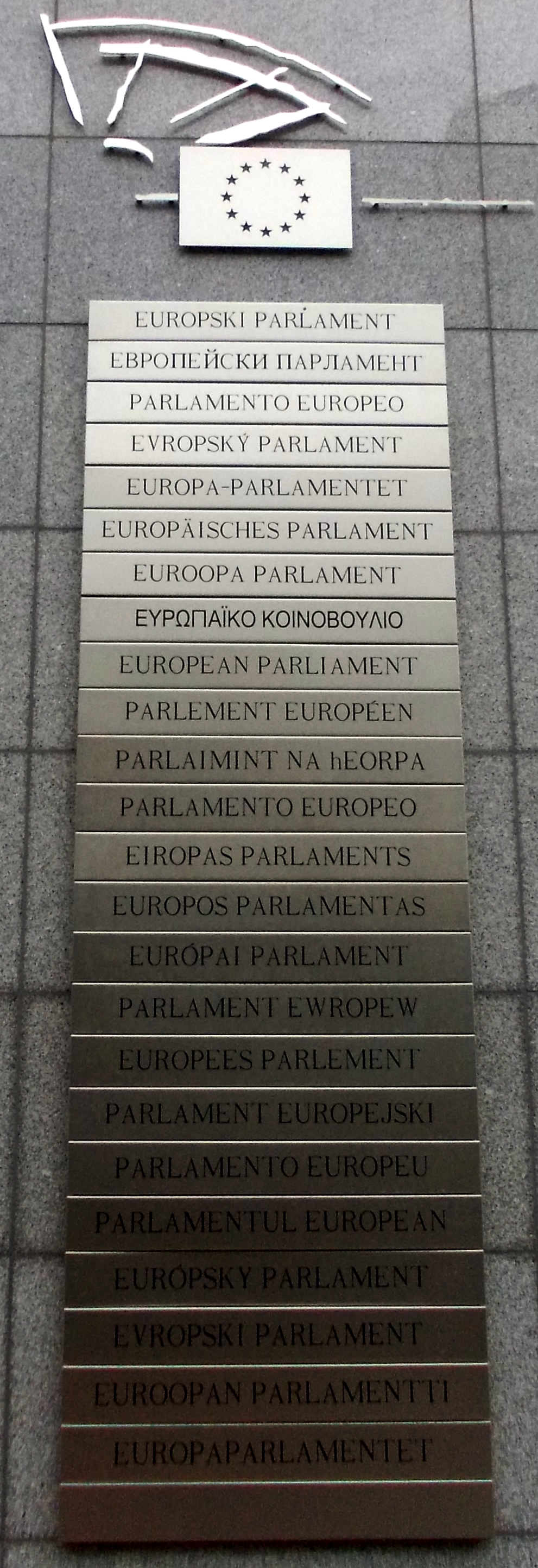
«Европейский парламент» на официальных языках Евросоюза (на здании Европарламента в Брюсселе)

Официальные языки Европейского союза — языки, являющиеся официальными в деятельности Европейского союза (ЕС). В Европе говорят приблизительно на 260 языках. В европейских институтах официально равноправно используются следующие языки:
1. английский
2. болгарский
3. венгерский
4. греческий
5. датский
6. ирландский
7. испанский
8. итальянский
9. латышский
10. литовский
11. мальтийский
12. немецкий
13. нидерландский
14. польский
15. португальский
16. румынский
17. словацкий
18. словенский
19. финский
20. французский
21. хорватский
22. чешский
23. шведский
24. эстонский

Все решения, принимаемые официальными органами ЕС, переводятся на все официальные языки, и граждане ЕС вправе обращаться в органы ЕС и получать ответ на свои запросы на любом из официальных языков.
На мероприятиях на высшем уровне предпринимаются меры по осуществлению перевода выступлений участников на все официальные языки (по необходимости). Синхронный перевод на все официальные языки, в частности, всегда осуществляется на сессиях Европарламента и Совета Евросоюза.
Несмотря на декларируемое равноправие всех языков Союза, с расширением границ ЕС всё чаще наблюдается «европейское триязычие», когда фактически в работе инстанций (за исключением официальных мероприятий) используются, в основном, немецкий, французский и английский (три рабочих языка Комиссии) — при этом какие-либо иные языки используются в зависимости от ситуации. В связи с расширением ЕС и вступлением в него стран, где французский менее распространён, укрепились позиции английского и немецкого. В любом случае, все окончательные нормативные документы переводятся на остальные официальные языки.
В 2005 на оплату работы переводчиков было потрачено около 800 млн евро. Ещё в 2004 эта сумма составила 540 млн евро.
Не являются официальными языками ЕС, несмотря на то, что являются языками стран—членов ЕС на государственном уровне:
- люксембургский язык — официальный язык Люксембурга
- турецкий язык — официальный язык Кипра

## Стимулирование многоязычия в ЕС
Евросоюз стимулирует распространение многоязычия среди жителей стран-участниц. Это делается не только ради обеспечения взаимопонимания, но и для развития толерантного и уважительного отношения к языковому и культурному разнообразию в ЕС.
Среди мер по распространению многоязычия — ежегодный Европейский день языков, доступные языковые курсы, пропаганда изучения более чем одного иностранного языка и изучения языков в зрелом возрасте.

## Ирландский язык
Хотя ирландский язык до 13 июня 2005 не был официальным языком ЕС, он является первым официальным языком Республики Ирландия и имеет статус языка национального меньшинства в Северной Ирландии. С момента вступления Республики Ирландия в Европейское экономическое сообщество (теперь — Евросоюз) в 1973 договоры ЕС публиковались и юридически заверялись, помимо официальных языков ЕС, ещё и на ирландском. Ирландский разрешалось использовать и в письменных запросах в органы ЕС.
13 июня 2005 министры иностранных дел государств — членов ЕС приняли единогласное решение одобрить ирландский язык в качестве 21-го официального языка ЕС с определёнными ограничениями: в отличие от остальных официальных языков, не все документы будут переводиться на ирландский. Это решение означает, что все законодательные акты, принятые как Европарламентом, так и Советом министров ЕС, теперь будут переводиться на ирландский, а на пленарных заседаниях Европарламента и на некоторых заседаниях Совета министров будет осуществляться перевод с ирландского. Это решение вступает в силу с 1 января 2007. Введённые ограничения должны быть пересмотрены по прошествии четырёх лет (с момента вступления решения в силу).
Стоимость устного и письменного перевода, публикации документов, а также юридических формальностей, связанных с предоставлением ирландскому языку нового статуса, оценивается примерно в 3,5 млн евро в год.
Ирландский стал первым рабочим языком ЕС, который не является самым распространённым языком в каком-либо из государств — членов ЕС — по данным переписи 2002 года (2002 Архивная копия от 16 октября 2005 на Wayback Machine), проведённой в Республике Ирландия, лишь около полутора миллионов ирландцев из общего населения в 3,7 млн говорят по-ирландски, хотя число тех, кто говорит свободно, по-видимому, составляет лишь около 260 тыс., а уж число тех, кто ежедневно пользуется им в своей жизни, и того меньше.

## Статус других языков

### Каталанский, галисийский и баскский языки
Хотя каталанский, галисийский и баскский языки не являются общенациональными официальными языками Испании, в соответствии с резолюцией Совета Европейского союза от 13 июня 2005 они имеют право на официальное использование в различных институтах Евросоюза. При этом они до сих пор не получили статус официальных языков Евросоюза, несмотря на особые старания правительства Испании в решении данного вопроса.
Предметом особо жарких дебатов стал статус каталанского языка, на котором говорят многие миллионы граждан. 11 декабря 1990 использование каталанского стало темой резолюции Европейского парламента.

### Валлийский и шотландский (гэльский) языки
Вслед за резолюцией от 13 июня 2005 последовал парламентский запрос относительно изменения статуса валлийского и шотландского (гэльского) языков. Британский министр по делам Евросоюза Дуглас Александр заявил 29 июня 2005, что «у правительства нет в настоящий момент планов относительно аналогичных предложений о языках Великобритании».

## Распространённость языков в Евросоюзе
| Официальные языки | Родной язык | Неродной язык | Владеют всего | Неофициальные языки  | Родной язык | Неродной язык | Владеют всего |
| Английский        | 1 %         | 38 %          | 39 %          | Русский              | 1 %         | 5 %           | 6 %           |
| Немецкий          | 20 %        | 14 %          | 34 %          | Каталонский          | 1 %         | 1 %           | 2 %           |
| Французский       | 14 %        | 14 %          | 28 %          | Арабский             | 1 %         | 1 %           | 2 %           |
| Итальянский       | 15 %        | 3 %           | 18 %          | Тамильский           | 1 %         | 0 %           | 1 %           |
| Испанский         | 9 %         | 7 %           | 16 %          | Турецкий             | 1 %         | 0 %           | 1 %           |
| Польский          | 9 %         | 1 %           | 10 %          | Галисийский          | <1 %        | 0 %           | <1 %          |
| Румынский         | 6 %         | 0 %           | 6 %           | Баскский             | <1 %        | 0 %           | <1 %          |
| Нидерландский     | 5 %         | 1 %           | 6 %           | Шотландский гэльский | <1 %        | 0 %           | <1 %          |
| Венгерский        | 3 %         | 0 %           | 3 %           | Люксембургский       | <1 %        | 0 %           | <1 %          |
| Португальский     | 2 %         | 1 %           | 3 %           | Валлийский           | <1 %        | 0 %           | <1 %          |
| Греческий         | 2 %         | 1 %           | 3 %           | Китайский            | <1 %        | 0 %           | <1 %          |
| Шведский          | 2 %         | 1 %           | 3 %           | Хинди                | <1 %        | 0 %           | <1 %          |
| Чешский           | 2 %         | 1 %           | 3 %           | Урду                 | <1 %        | 0 %           | <1 %          |
| Болгарский        | 2 %         | 0 %           | 2 %           | Другие               | 2 %         | 3 %           | 5 %           |
| Словацкий         | 1 %         | 1 %           | 2 %           |                      |             |               |               |
| Датский           | 1 %         | 0 %           | 1 %           |                      |             |               |               |
| Финский           | 1 %         | 0 %           | 1 %           |                      |             |               |               |
| Хорватский        | 1 %         | 0 %           | 1 %           |                      |             |               |               |
| Литовский         | 1 %         | 0 %           | 1 %           |                      |             |               |               |
| Словенский        | <1 %        | 0 %           | <1 %          |                      |             |               |               |
| Эстонский         | <1 %        | 0 %           | <1 %          |                      |             |               |               |
| Ирландский        | <1 %        | 0 %           | <1 %          |                      |             |               |               |
| Латышский         | <1 %        | 0 %           | <1 %          |                      |             |               |               |
| Мальтийский       | <1 %        | 0 %           | <1 %          |                      |             |               |               |